# Battle royale (videojuegos)

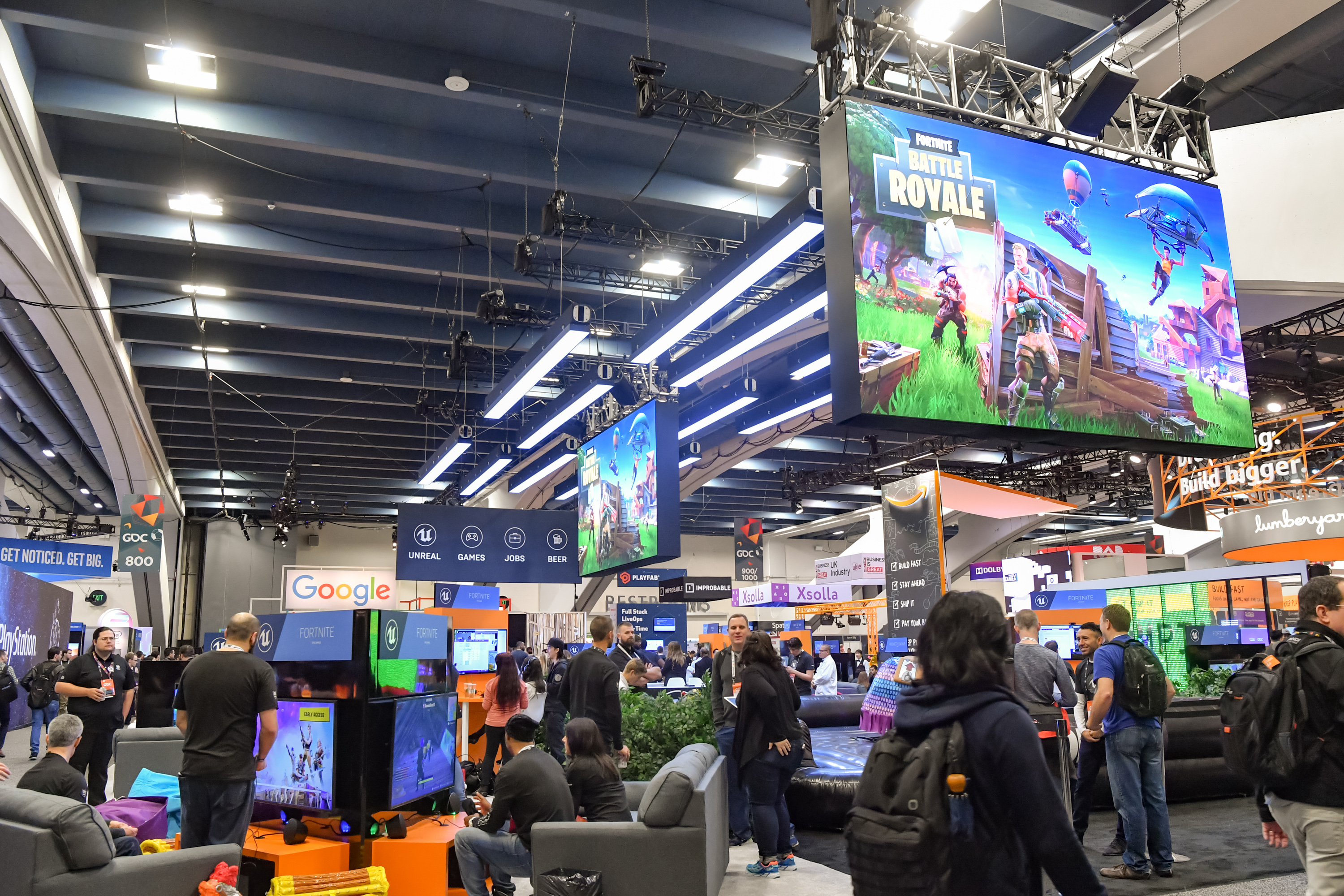
Imagen del Fortnite Community Center 2017

En inglés, battle royale, algunas veces referido en español como batalla campal o batalla real, es un género de videojuegos que combina los elementos de un videojuego de supervivencia con la jugabilidad de un último jugador en pie. Los videojuegos tipo battle royale desafían a un grupo de jugadores, comenzando con un equipamiento mínimo, a que busquen armas y eliminen a otros oponentes, mientras evitan quedar fuera de un "área segura" (el campo de juego se hace más pequeño), siendo el ganador el último jugador en pie. El nombre del género está tomado de la novela japonesa de año 1999 llamada Battle Royale que presenta un tema similar al de un último jugador en pie.
Los orígenes del género surgieron de los mods de videojuegos de supervivencia en línea a gran escala como Minecraft y ARMA 2, antes de convertirse en propios videojuegos independientes. Si bien PlayerUnknown's Battlegrounds y Fortnite, que se lanzaron en 2017, no fueron los primeros videojuegos de battle royale, su rápida popularidad, con más de 25 y 30 millones de unidades vendidas a finales de 2017 respectivamente, popularizó el formato battle royale.

## Concepto
Los videojuegos de battle royale se juegan entre una gran cantidad de jugadores individuales o una cantidad de escuadrones pequeños (por lo general hasta cuatro o cinco jugadores). En cada partida, el objetivo es ser el último jugador o último equipo en pie eliminando a todos los demás oponentes. Una partida comienza colocando a los personajes de los jugadores en un gran mapa, que pueden distribuirse aleatoriamente o permitir que los jugadores tengan cierto control sobre dónde comienzan. Todos los jugadores comienzan con un equipamiento mínimo, sin dar a los jugadores ninguna ventaja implícita desde el comienzo, aunque algunos videojuegos permiten a los jugadores personalizar la apariencia de su personaje. 
Aleatoriamente, dispersos por el mapa, se encuentran armas, armaduras, vehículos y otros elementos que son beneficiosos para el combate y la supervivencia. Los jugadores deben buscar en el mapa estos objetos mientras matan y/o evitan que los maten otros jugadores. El equipamiento de los jugadores eliminados también puede ser saqueado. El área segura del mapa va disminuyendo su tamaño alrededor de un punto seleccionado, aleatoriamente o cada cierto tiempo, a lo largo de la partida, lo que obliga a los jugadores supervivientes a dirigirse y permanecer dentro de dicha área, y esto a su vez aumenta las posibilidades de que los jugadores se encuentren. Aquellos atrapados fuera de esta área segura reciben daño y pueden ser eliminados. La partida finaliza cuando solo queda un jugador o equipo en pie, y el videojuego generalmente proporciona algún tipo de recompensa (moneda del juego para más artículos cosméticos) a todos los jugadores según cuánto tiempo hayan sobrevivido.
La naturaleza aleatoria del punto de partida, la ubicación de los elementos y la reducción del área segura destina el género battle royale para desafiar a los jugadores a pensar y reaccionar rápidamente y mejorar las estrategias durante el juego para ser el último hombre o equipo en pie.
Además de los videojuegos independientes, el concepto battle royale también puede estar presente como parte de uno de los muchos modos de juego dentro de un videojuego más grande, o puede aplicarse como un mod del videojuego creado por el usuario.
Hay varias modificaciones que se pueden implementar encima de los fundamentos del género battle royale. Por ejemplo, Fortnite introdujo un modo de juego temporal de 50 contra 50 jugadores como parte de su juego Fortnite: Battle Royale; los jugadores son asignados a uno de los dos equipos, y trabajan con sus compañeros de equipo para recolectar recursos y armas para construir fortificaciones a medida que el área segura del juego disminuye, con el objetivo de eliminar a todos los jugadores del otro equipo.

## Historia
Los elementos que conforman al género battle royale existían antes de 2012: los modos de juego con las reglas del último jugador en pie siguen siendo un elemento básico frecuente de los videojuegos de acción multijugador en línea, aunque generalmente con menos jugadores, mientras que los elementos de recolección y supervivencia en un gran mapa del mundo abierto se popularizaron mediante videojuegos de supervivencia.
Poco después del lanzamiento de la película Los juegos del hambre en 2012, un modo battle royale llamado Hunger Games (más tarde cambiado a Survival Games) fue desarrollado para Minecraft. Los Survival Games se inspiran en la película, colocando inicialmente a los jugadores en el centro del mapa cerca de un conjunto de cofres con equipamientos. Cuando comienza el juego, los jugadores pueden competir por los recursos centrales o dispersarse para encontrar elementos almacenados en cofres dispersos por el área de juego. Los jugadores muertos son eliminados y el último jugador superviviente gana la ronda.
Las apariciones posteriores del modo de juego incluyen mods como DayZ, que inicialmente se lanzó como un mod para ARMA 2. Dentro de DayZ, los jugadores luchan juntos o entre sí para obtener las necesidades básicas para continuar viviendo en un sandbox permanente lleno de diversos peligros. Estos videojuegos fueron diseñados para incluir encuentros jugador contra jugador, pero en general estos eventos fueron poco frecuentes debido al tamaño del mapa del videojuego y la persistencia del mundo del videojuego. Esto condujo al desarrollo de mods que sacrificaron el entorno abierto de ARMA 2/DayZ a favor de centrarse en interacciones hostiles más frecuentes entre jugadores para determinar un eventual ganador.
Uno de esos juegos fue el mod Battle Royale para ARMA 2/DayZ, desarrollado por Brendan Greene, conocido por su alias en línea, "PlayerUnknown", y lanzado por primera vez en 2013. Este mod se inspiró directamente en la película japonesa del año 2000 Battle Royale, que contaba la historia de varios estudiantes transportados a una isla y obligados a luchar entre sí para ser el único superviviente, cediendo el nombre al mod. En el caso de Greene, para diferenciar su idea de los mods inspirados en Los juegos del hambre, diseñó el mod para dispersar armas al azar en el mapa en lugar de hacerlo desde un repositorio central. Greene actualizó este mod para ARMA 3 cuando el equipo de DayZ optó por lanzar su videojuego como un título independiente. Greene continuó adoptando su formato como consultor para H1Z1 antes de convertirse en el desarrollador creativo de PUBG Studios de un videojuego independiente que representase su visión del género battle royale, PlayerUnknown's Battlegrounds (PUBG). Aunque Battlegrounds no fue el primer videojuego de battle royale, su lanzamiento de acceso anticipado en marzo de 2017 llamó mucho la atención, ya que vendió más de veinte millones de unidades antes de fin de año, y se considera el videojuego definitorio del género. En septiembre de 2017, el videojuego rompió el récord anterior de mayor número de jugadores concurrentes en Steam, con 1 348 374 jugadores en el videojuego simultáneamente. El explosivo crecimiento de  PUBG y cómo se estableció el género battle royale fue considerado una de las principales tendencias en la industria de los videojuegos en 2017.
Antes y cerca del lanzamiento de PUBG, los videojuegos de otros desarrolladores se inspiraron en los mods más populares de estilo battle royale, así como en la popularidad de la serie de películas Los juegos del hambre, que se estrenó por primera vez en 2012. Ark: Survival Evolved de Studio Wildcard presentó su modo de juego "Survival of the Fittest" en julio de 2015, que estaba destinado a ser utilizado para los torneos de deportes electrónicos. El modo de juego se presentó como un videojuego gratuito aparte durante 2016 antes de que los desarrolladores optaran por volver a integrarlo en el videojuego principal para facilitar el mantenimiento del videojuego en general. The Culling, de Xaviant Studios, fue lanzado en acceso anticipado en 2016, y fue diseñado para ser un modo battle royale optimizado para transmisiones en vivo para 16 jugadores. Sin embargo, tras el lanzamiento de PUBG, The Culling perdió gran parte de su base de jugadores, y unos meses después de lanzar la versión completa del videojuego, Xaviant anunció que estaban finalizando el desarrollo en él para pasar a otros proyectos. La popularidad de PUBG creó un nuevo interés en el género battle royale. Numerosos videojuegos que copiaron la mecánica de juego fundamental de PUBG aparecieron en China, poco después del lanzamiento de PUBG. Grand Theft Auto Online obtuvo un modo battle royale durante una actualización de agosto de 2017. Paladins agregó un modo battle royale en enero de 2018, llamándolo Battlegrounds en referencia al concepto de enfrentamientos jugador contra jugador en el campo de batalla de MMOs anteriores en lugar de copiar desde PlayerUnknown's Battlegrounds.
Notablemente, Fortnite, un videojuego de supervivencia desarrollado por Epic Games, que también mantiene el Unreal Engine utilizado por PUBG, lanzó un modo battle royale gratuito basado en la mecánica de Fortnite en septiembre de 2017. El videojuego ha tenido números similares de jugadores que PlayerUnknown's Battlegrounds, con veinte millones de jugadores únicos reportados por Epic Games en noviembre de 2017. PUBG Studios expresó su preocupación por este movimiento, menos por ser un clon de PUBG, pero más por haber estado trabajando con Epic Games para el soporte técnico del Unreal Engine en PUBG, y por eso estaban preocupados de que Fortnite pudiera incluir funciones planificadas a su modo battle royale antes de que pudieran incluirlas en PUBG.
El gobierno chino, a través de la China Audio And Video And Numeral Publishing Association, declaró en octubre de 2017 que desalentará a sus ciudadanos de jugar videojuegos battle royale porque los consideran demasiado violentos, lo que «se desvía de los valores del socialismo y se considera perjudicial para los jóvenes consumidores», traducido por Bloomberg. Las revistas de videojuegos occidentales especulaban que esto dificultaría o imposibilitaría la publicación de videojuegos battle royale dentro del país. En noviembre de 2017, PUBG Studios anunció su asociación con Tencent para publicar el videojuego en China, realizando algunos cambios en el videojuego para «asegurarse de que estén de acuerdo con los valores sociales socialistas, la cultura tradicional china y las reglas morales» para satisfacer las regulaciones y los censores chinos.  Ya se han lanzado un gran número de clones de PUBG en China, como es el caso de Rules of Survival y Cyber Hunter, ambos desarrollados por NetEase Games.